# Apatophysis anatolica
Apatophysis anatolica là một loài bọ cánh cứng trong họ Cerambycidae.